# Sonic Lake
Sonic Lake är en sjö i Antarktis. Den ligger i Östantarktis. Australien gör anspråk på området. Sonic Lake ligger 620 meter över havet. Den ligger vid sjön Lorna.